# 新哈特福德鎮區 (明尼蘇達州威諾納縣)
新哈特福德鎮區（英語：New Hartford Township）是位於美國明尼蘇達州威諾納縣的一個行政鎮區。

## 歷史
新哈特福德鎮區於1858年成立，因大部份的定居者皆來自康乃狄克州的哈特福而得名自。

## 地方資料
新哈特福德鎮區的面積為91.14平方千米，當中陸地面積為90.94平方千米，而水域面積為0.20平方千米。根據2020年美國人口普查的數據，當地共有人口811人，而人口密度為每平方千米8.9人。